# Herb Ritts
Herb Ritts, właśc. Herbert Ritts (ur. 13 sierpnia 1952 w Los Angeles, zm. 26 grudnia 2002 tamże) – amerykański fotograf, który koncentrował się na czarno-białej fotografii i portretach, często w stylu klasycznej rzeźby greckiej.

## Życiorys
Urodził się w Los Angeles, w żydowskiej rodzinie z tradycjami w branży meblarskiej, jako syn biznesmena Herba Rittsa Sr. i projektantki wnętrz Shirley Ritts. W 1975 roku ukończył Bard College w Nowym Jorku, gdzie zdobył dyplom z zakresu ekonomii i historii sztuki.
Po zakończeniu studiów powrócił do Los Angeles. Wówczas zainteresował się fotografią i ukończył specjalny kurs. Wykonał kilka zdjęć z przyjacielem aktorem Richardem Gere’em z przodu starego Buicka. Fotografował Brooke Shields na okładce „Elle” w edycji z 12 października 1981 i Olivię Newton-John do jej albumu Physical (1981). Pięć lat później odbył sesję z Madonną na jej płytę True Blue (1986).
W latach 80. i 90. Ritts fotografował takie osobistości jak Diana Ross, Christopher Reeve, Belinda Carlisle, Michael Jackson, Britney Spears, Madonna, Mariah Carey, Michael Jordan, Dalajlama, Michaił Gorbaczow, Francesco Clemente, George Clooney, Cher, Mel Gibson, Elizabeth Taylor, Brad Pitt, Ronald Reagan, Julia Roberts, Stephen Hawking, Nicole Kidman, Edward Norton, Tom Cruise, Michelle Pfeiffer, Dizzy Gillespie, Elton John, Annette Bening, Antonio Banderas, Richard Gere, Jack Nicholson, Cindy Crawford, David Bowie i Tina Turner.
26 grudnia 2002 r. w Centrum Medycznym Uniwersytetu Kalifornii w Los Angeles, Ritts zmarł w wieku 50 lat, w wyniku powikłań po zapaleniu płuc. Choroba towarzyszyła AIDS. Według dziennikarzy, Ritts był zakażony wirusem HIV.

## Reklamy
- 1988: Parco „Quattro” z Tatjaną Patitz
- 1990: Rochas „Femme”, „Globe”
- 1990: Lancôme „Rouge Absolut” – Isabella Rossellini
- 1991: Calvin Klein Escape „Water Ski”, „Horse”, „Pool”, „Sailboat” – Shana Zadrick i Scott King
- 1991: NEC with Ryūichi Sakamoto
- 1992: Levi’s Loose Fit Jeans „Wind”, „Earth”, „Water”, „Movement”, „Light”, „Shorts”, „Wave”, „Parachute”, „Fire”,

„Premiere”, „Sunny Beach”, „Collage”, „Co-op Land”, „Co-op All Star”
- 1992: Levi’s Loose Fit Jeans „Flag”, „Stone Wheel”, „Red Stripes”, „Poles”, „Pyramids”, „Climbers”, „Fort Window”,

„Big Ball”, „Nadege’s Shorts”, „Winter Shorts”, „Loose Fit Ninety”
- 1992: Levi’s Dockers „Grey”, „Green”, „Tan”, „Brown”, „Blue”, „Black”, „Green Shorts”, „Tan Shorts”, „Blue Shorts”
- 1992: „Equal” z Cher
- 1992: Guess Perfume „Café – Women”, „Cafe – Men’s” – Claudia Schiffer
- 1992: Calvin Klein „Marky Mark” – Mark Wahlberg i Kate Moss
- 1992: Revlon „Charlie” – Cindy Crawford i Little Richard
- 1993: Brut „Aquatonic A” – Helena Christensen
- 1993: Guy Laroche „Horizon” – Beri Smither
- 1993: Paul Mitchell „Seasons”, „Earth” – Eloise DeJoria
- 1993: Vittel Water „Living Sculpture” – Beri Smither
- 1993: Acura „NSX – Handmade”, „Comfort”, „Quality”, „Premium”
- 1994: Revlon Flex „Lighten Up” – Claudia Schiffer
- 1994: Revlon „Kiss Proof” – Cindy Crawford
- 1994: Revlon „Defy It” – Melanie Griffith
- 1994: Donna Karan „DKNY Men” – Peter Fortier
- 1994: Chanel „Allure” – Karen, Laetitia, Linda Spierings, Irene Pfieffer, Jamie Rishar, Basia Milewicz,

Nadege DuBospertus, Emma
- 1994: Paul Mitchell „Desert” – Eloise DeJoria
- 1994: Cartier „Pasha” – Lara Harris, Tatjana Patitz.
- 1995: Häagen-Dazs „Shall We” – Tatjana Patitz
- 1995: Elizabeth Arden „Black Pearls” – Elizabeth Taylor
- 1995: CoverGirl „True Advance” – Helena Christensen
- 1996: Revlon „Won’t Fade Away” – Cindy Crawford
- 1996: Victoria’s Secret – Helena Christensen, Dennis Rodman, Vendela, Katey Sagal, Salt-n-Pepa, Naomi Campbell
- 1997: Victoria’s Secret – Helena Christensen
- 1997: Ultima „That’s The Ultimate” – Kim Delaney
- 1997: Victoria’s Secret „Angels” – Tyra Banks, Stephanie Seymour, Karen Mulder, Helena Christensen, Daniela Pestova,

Tom Jones
- 1998: Revlon „Liquid Sexy” z Shanią Twain
- 1998: Chanel – „Allure” Kiara, Chandra North, Mackie, Beri Smither, Tara Westwood, Meilan, Elisabet Davidsdottir,

Daniela Pestova, Shirley Mallman
- 1998: Elizabeth Arden „White Pearls” – Burt Reynolds
- 1998: Revlon Ultima II „Beauty Is As Beauty Does”, „Wisdom” – Cybill Shepherd
- 1998: Revlon „Wake-Up” – Halle Berry
- 1999: Maybelline „Triple Volume” – Christy Turlington
- 1999: Eau De Rochas „Man and Woman” Manon von Gerkan
- 1999: Vidal Sassoon „Vidal”, „Follower vs. Leader”, „Standard Vs. State of the Arts”, „Art vs. Science” – Vidal Sassoon
- 1999: Revlon „Looks That Last” – Shania Twain, Cindy Crawford
- 1999: Maybelline „Mascara Love” – Sarah Michelle Gellar
- 2000: Elizabeth Arden „White Diamonds” – Elizabeth Taylor
- 2001: Estée Lauder „Advance Night Repair” – Carolyn Murphy
- 2001: Elizabeth Taylor „United for America” Public Service Announcement
- 2001: Revlon „Choices” – Halle Berry
- 2001: Maybelline „Wet Shine Nails” – Sarah Michelle Gellar
- 2002: Victoria’s Secret „New Angels” – Gisele Bündchen, Adriana Lima, Isabeli Fontana
- 2002: Victoria’s Secret „Sexy Support” – Tyra Banks
- 2002: Estée Lauder „Beautiful”, „Pleasures”, „Intense” – Carolyn Murphy

## Teledyski
- 1989: Madonna – „Cherish”
- 1990: Janet Jackson – „Love Will Never Do (Without You)” z Antonio Sabato Jr. i Djimon Hounsou
- 1991: Chris Isaak – „Wicked Game” (wersja 2.) z Heleną Christensen
- 1991: Tina Turner – „Way of the World”
- 1992: Michael Jackson – „In The Closet” z Naomi Campbell
- 1994: Jon Bon Jovi – „Please Come Home For Christmas” z Cindy Crawford
- 1996: Toni Braxton – „Let It Flow”
- 1998: Mariah Carey – „My All”
- 1999: Chris Isaak – „Baby Did A Bad, Bad Thing” z Laetitią Castą
- 2000: Tracy Chapman – „Telling Stories”
- 2001: Britney Spears – „Don’t Let Me Be the Last to Know”
- 2001: Jennifer Lopez – „Ain’t It Funny” z Eduardo Verástegui
- 2001: *NSYNC – „Gone”
- 2002: Shakira – „Underneath Your Clothes”